# Ondō (musique)
Pour les articles homonymes, voir Ondo (homonymie).
L'ondō (音頭) est un type de musique folklorique japonaise.

## Étymologie et description
La traduction littérale de ondō est « tête de son ». Les kanjis ou caractères chinois utilisés en japonais ont souvent des significations littérales et abstraites, ici le kanji pour « son » (音) ayant un sens plus abstrait de « mélodie » ou « musique » et le kanji pour « tête » (頭) ayant un sens plus abstrait de « battre », « motif de base ». Ainsi ondō se réfère probablement à une sorte de « son » ou « motif de battement ».
Il existe d'autres noms utilisés pour décrire d'anciens genres de musique japonaise. Par exemple fushi ou bushi (節), avec son sens littéral de « nœud », « articulation » ou « commune » se réfère aux nœuds trouvés dans le bambou, généralement à une fréquence régulière. Ainsi fushi peut-il aussi avoir l'idée abstraite de « séquence » pour se référer à des notes et des rythmes dans une séquence, à savoir, une mélodie.
Un ondō cependant se réfère généralement à une sorte de chanson à un rythme basculé distinctif de 2/2. Cet « basculement » peut être désigné ukare en japonais. L'ondō est un terme utilisé dans des genres japonais anciens mais il est encore utilisé aujourd'hui pour désigner des chansons écrites dans ce style oscillant. Parfois, le rythme n'est pas balancé et il est joué directement. Ce style est appelé kizami.
Toutes les anciennes mélodies japonaises avec un rythme balancé ne sont pas appelées ondō car parfois les termes fushi ou bushi sont utilisés pour désigner un air avec un rythme balancé à 2/2, ces deux mots ayant plus ou moins le même sens d'« air » ou de « mélodie ». La chanson folklorique Gōshū ondō, par exemple, ne suit pas cette règle car le rythme ne se joue pas dans un mode basculé. La chanson folklorique Tankō bushi a un rythme balancé de 2/2, même si le terme « bushi » figure dans son titre.
Dans la musique populaire japonaise, fushi et ondo suivent le nom de la chanson. Par exemple, Tokyo ondo, Mamurogawa ondo et Hanagasa ondo portent tous ondo dans leurs titres. Kushimoto fushi, Bouraboura fushi et Soran fushi ont tous fushi dans leurs noms.

## Musique folklorique etO-bon
Une partie de la célébration O-Bon japonaise consiste à participer à la danse de la communauté locale. La tradition de la danse Bon ou Bon odori (盆踊り) remonte à quelques centaines d'années et est généralement accompagnée d'une chanson locale. Ces derniers temps cependant, de la nouvelle musique est utilisée pour la danse d'accompagnement O-bon, y compris les derniers succès enka et la nouvelle musique écrite spécialement pour la danse bon. Le rythme ondō a toujours été commun dans la musique folklorique japonais mais même la nouvelle musique écrite pour les danses Bon a été composée dans ce style. Il est donc fréquent de trouver des noms de la musique plus récente avec le mot ondō attaché à son titre. Par exemple, les franchises japonaises telles que les séries de télévision Animation et Tokusatsu ont leur propre ondo ainsi : the Pokémon ondo, the Naruto ondo, the Hunter x Hunter ondo, the Doraemon ondo, Ojamajo Doremi ondo, Shiawase Kyoryu ondo et même la série Super Sentai possède plusieurs chansons ondo telles que Carranger ondo, Bomb Dancing Megaranger, Hurricane ondo, Bakuryu kazoeuta, Let's Go on-do et plus récemment, Minna Summer DAY Ondo. Les ondō sont couramment utilisés comme thèmes d'ouverture d'animes dans les années 1960 et 1970, en particulier avec les productions Tatsunoko. 
Pour être juste, même de la musique non-ondō commence à faire son apparition sur la scène de danse de bon. La sélection va du enka de sonorité traditionnelle tel que le zundoko-bushi de Kiyoshi Hikawa au plus modernes succès non japonais tels que Kokomo des Beach Boys.